# Пософ
Посо́ф (тур. Posof, Дугу́р, Duğur, Поцхови, груз. ფოცხოვი) — село  в Турции и одноимённый район сельского типа ила Ардахан в Восточной Анатолии, на крайнем востоке ила, в 75 километрах севернее города Ардахан. Село расположено в верховьях реки Поцхови (Пософчай), левого притока Куры, у подножия Арсиянского хребта, отделяющего бассейны Чороха и Куры. Население 6805 человек по данным 2018 года.

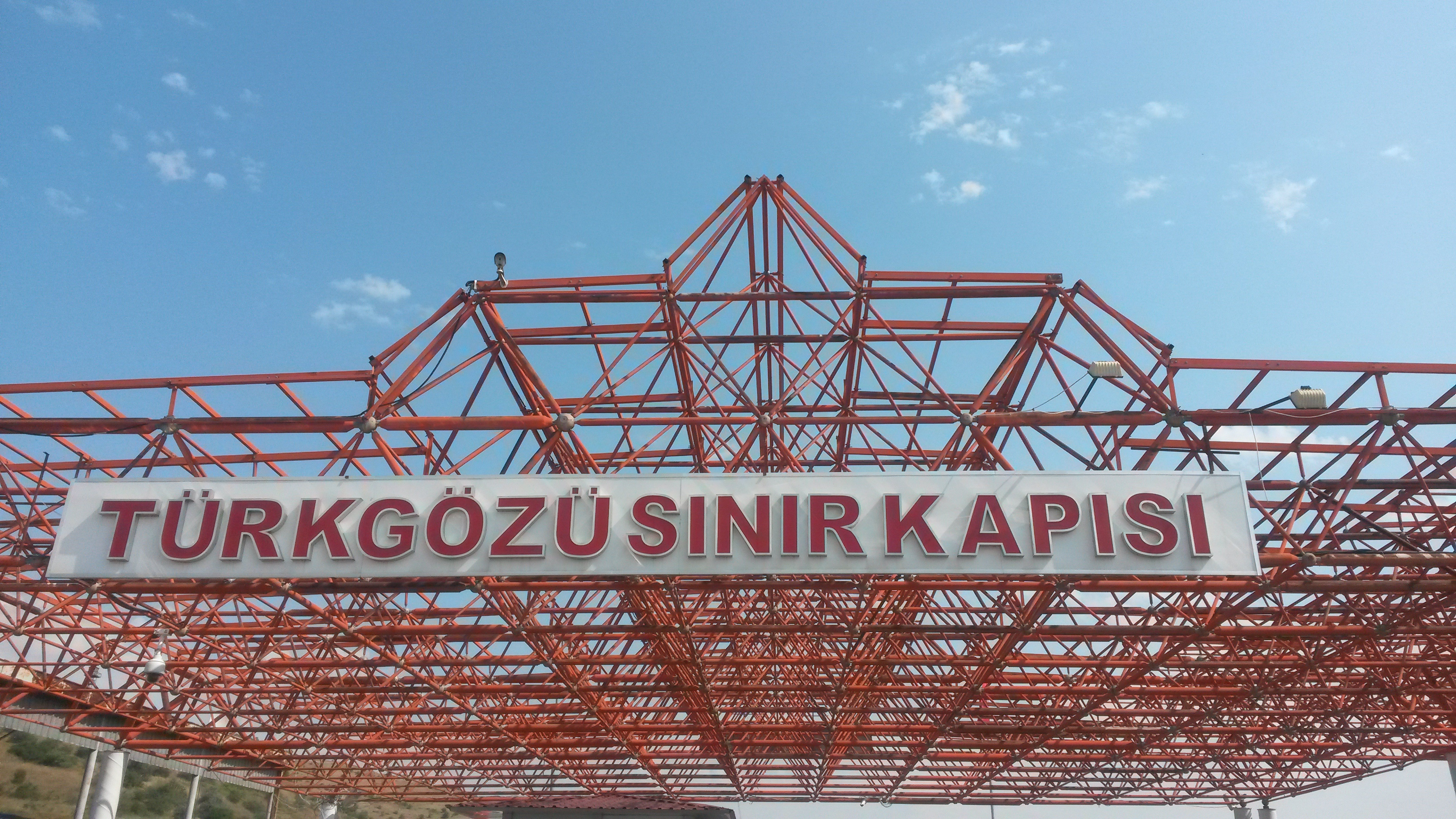
Пункт пропуска через государственную границу «Тюркгёзю»

На правом берегу реки Поцхови в Грузии стоит город Вале. Между грузинским Вале и турецким Тюркгёзю находится пункт пропуска через государственную границу «Тюркгёзю».

## История

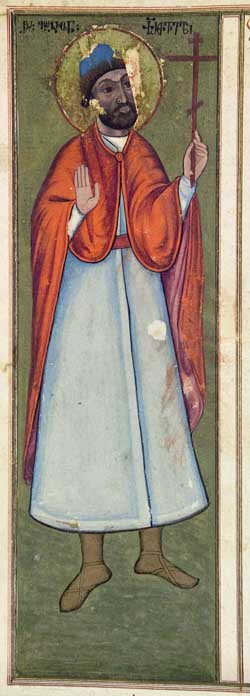
Мученик Гоброн, пострадавший в 914 году от арабов в крепости Квели. Миниатюра XVIII века

Пософ входил в царство Иберия, в княжество Самцхе-Саатабаго, Османскую и Российскую империю, а также в Грузинскую демократическую республику(1918—1921). По Карсскому договору отошёл Турции.
С конца IX века являлся центром владений грузинских князей Джакели.
В 914 году эмир Иранского Азербайджана Абул-Касим из династии Саджидов осадил крепость Квели (ныне — село Кол). В крепости собралось большое число дворян и знати и она оказала отчаянное сопротивление. Защитниками крепости руководил Гоброн. Осада длилась 28 дней. Гоброн и 133 воина попали в плен и были казнены. Впоследствии все 133 воина во главе с Гоброном были причислены к лику мучеников Грузинской православной церкви. Память мучеников празднуется Грузинской православной церковью 17 ноября.
В 1064 году султан государства Сельджукидов Алп-Арслан осадил крепость Квели по пути к бывшей армянской столице Ани. В 1080 году турки под началом эмира Ахмеда напали на царя Грузии Георгия II у Квели.
Во время Первой мировой войны здесь проходили боевые действия Кавказского фронта, в 1920 году — Армяно-турецкой войны.